# جایزه‌بگیر: زندگی جم بلچر
جایزه‌بگیر: زندگی جم بلچر (به انگلیسی: Prizefighter: The Life of Jem Belcher) یک فیلم زندگی‌نامه‌ای و درام بریتانیایی-آمریکایی محصول سال ۲۰۲۲ که دربارهٔ تولد بوکس است این فیلم به بررسی زندگی جم بلچر می‌پردازد که جوان‌ترین قهرمان جهان شد. جم در سن ۲۲ سالگی تا حدی نابینا بود و در ۳۰ سالگی مرد. مت هوکینگز در نقش جم بلچر، ری وینستون در نقش مربی او بیل وار و راسل کرو در نقش جک اسلک، پدربزرگ خوش ذوق جم بازی می‌کنند. مارتون چوکاش، جودی می، استیون برکوف، جولیان گلاور و جولیوس فرانسیس بازیگران مکمل هستند. این فیلم اولین بار در ۳۰ ژوئن ۲۰۲۲ در روسیه اکران شد و در ۲۲ ژوئیه ۲۰۲۲ توسط آمازون پرایم به صورت ویدئویی منتشر شد.

## داستان
در آغاز قرن نوزدهم، ورزش رزمی بوکس به عنوان ورزش پادشاهان محسوب می‌شد. در این بین، یک بوکسور جوان و با استعداد برای قهرمان شدن در انگلستان همه تلاشش را می‌کند و…

## تولید
فیلمبرداری در ۲۷ ژوئن ۲۰۲۱ در ولز آغاز شد و در ۹ نوامبر ۲۰۲۱ در مالت به پایان رسید.
این فیلم به دلیل مسائل مالی مهم از جمله درگیری داخلی بین تهیه‌کنندگان به تعویق افتاد. در ماه مه ۲۰۲۲، اعلام شد که راسل کرو به فیلم خواهد پیوست.

## بازخوردها
در وب‌سایت راتن تومیتوز این فیلم بر اساس ۱۵ نقد منتقد دارای امتیاز ۴٫۷ از ۱۰ می‌باشد.